# Claire Debono
Pour les articles homonymes, voir Debono.
Claire Debono est une soprano née à Malte le 10 octobre 1979.

## Début de carrière
Elle étudie avec Laura Sarti à la Guildhall School of Music and Drama.
Elle participe à l'édition 2005 du Jardin des Voix de William Christie.
Eric Dahan, de Libération dira de sa Despina au Festival d'Aix-en-Provence qu'elle fut l'une des trois grandes réussites du festival. Le New-York Times, quant à lui, loue son Ilia d'Idomeneo.
Claire Debono a chanté à La Monnaie de Bruxelles, au Théâtre des Champs-Élysées au Théâtre royal de Madrid, au Châtelet à Paris et dans de nombreuses grandes maisons.

## Discographie
- Le Jardin des Voix de William Christie, Les Arts florissants chez Virgin Classics
- Henry Purcell : Divine Hymns chez Virgin Classics